# Venceslau IV
Venceslau de Luxemburg (Nuremberg, 26 de febrer de 1361 – Praga, 16 d'agost de 1419), va ser escollit el 1376 rei de Germània (Rei dels Romans, com a Venceslau I) i heretà el 1378 el títol de Rei de Bohèmia (com a Venceslau IV). Va ser deposat l'any 1400 com a rei germànic, però va continuar regnant a Bohèmia fins a la seva mort.

## Família
Venceslau va néixer el 1361, fill de l'emperador Carles IV i la seva tercera esposa Anna de Schweidnitz.
|  |                              |  |  |  |  |  |  |  |  |  |  |  |  |  |  |  |
|  | Comte Enric VI de Luxemburg  |  |  |  |  |  |  |  |  |  |  |  |  |  |  |  |
|  |                              |  |  |  |  |  |  |  |  |  |  |  |  |  |  |  |
|  |                              |  |  |  |  |  |  |  |  |  |  |  |  |  |  |  |
|  | Emperador Enric VII          |  |  |  |  |  |  |  |  |  |  |  |  |  |  |  |
|  |                              |  |  |  |  |  |  |  |  |  |  |  |  |  |  |  |
|  |                              |  |  |  |  |  |  |  |  |  |  |  |  |  |  |  |
|  | Rei Joan de Bohèmia          |  |  |  |  |  |  |  |  |  |  |  |  |  |  |  |
|  |                              |  |  |  |  |  |  |  |  |  |  |  |  |  |  |  |
|  |                              |  |  |  |  |  |  |  |  |  |  |  |  |  |  |  |
|  | Duc Joan I de Brabant        |  |  |  |  |  |  |  |  |  |  |  |  |  |  |  |
|  |                              |  |  |  |  |  |  |  |  |  |  |  |  |  |  |  |
|  |                              |  |  |  |  |  |  |  |  |  |  |  |  |  |  |  |
|  | Margarida de Brabant         |  |  |  |  |  |  |  |  |  |  |  |  |  |  |  |
|  |                              |  |  |  |  |  |  |  |  |  |  |  |  |  |  |  |
|  |                              |  |  |  |  |  |  |  |  |  |  |  |  |  |  |  |
|  | Emperador Carles IV          |  |  |  |  |  |  |  |  |  |  |  |  |  |  |  |
|  |                              |  |  |  |  |  |  |  |  |  |  |  |  |  |  |  |
|  |                              |  |  |  |  |  |  |  |  |  |  |  |  |  |  |  |
|  | Rei Ottokar II               |  |  |  |  |  |  |  |  |  |  |  |  |  |  |  |
|  |                              |  |  |  |  |  |  |  |  |  |  |  |  |  |  |  |
|  |                              |  |  |  |  |  |  |  |  |  |  |  |  |  |  |  |
|  | Venceslau II, Rei de Bohèmia |  |  |  |  |  |  |  |  |  |  |  |  |  |  |  |
|  |                              |  |  |  |  |  |  |  |  |  |  |  |  |  |  |  |
|  |                              |  |  |  |  |  |  |  |  |  |  |  |  |  |  |  |
|  | Elisabet de Bohèmia          |  |  |  |  |  |  |  |  |  |  |  |  |  |  |  |
|  |                              |  |  |  |  |  |  |  |  |  |  |  |  |  |  |  |
|  |                              |  |  |  |  |  |  |  |  |  |  |  |  |  |  |  |
|  | Rei Rodolf I                 |  |  |  |  |  |  |  |  |  |  |  |  |  |  |  |
|  |                              |  |  |  |  |  |  |  |  |  |  |  |  |  |  |  |
|  |                              |  |  |  |  |  |  |  |  |  |  |  |  |  |  |  |
|  | Judit d'Habsburg             |  |  |  |  |  |  |  |  |  |  |  |  |  |  |  |
|  |                              |  |  |  |  |  |  |  |  |  |  |  |  |  |  |  |
|  |                              |  |  |  |  |  |  |  |  |  |  |  |  |  |  |  |
|  | Venceslau de Luxemburg       |  |  |  |  |  |  |  |  |  |  |  |  |  |  |  |
|  |                              |  |  |  |  |  |  |  |  |  |  |  |  |  |  |  |
|  |                              |  |  |  |  |  |  |  |  |  |  |  |  |  |  |  |
|  | Duc Bernat de Świdnica       |  |  |  |  |  |  |  |  |  |  |  |  |  |  |  |
|  |                              |  |  |  |  |  |  |  |  |  |  |  |  |  |  |  |
|  |                              |  |  |  |  |  |  |  |  |  |  |  |  |  |  |  |
|  | Duc Enric II de Świdnica     |  |  |  |  |  |  |  |  |  |  |  |  |  |  |  |
|  |                              |  |  |  |  |  |  |  |  |  |  |  |  |  |  |  |
|  |                              |  |  |  |  |  |  |  |  |  |  |  |  |  |  |  |
|  | Rei Ladislau I de Polònia    |  |  |  |  |  |  |  |  |  |  |  |  |  |  |  |
|  |                              |  |  |  |  |  |  |  |  |  |  |  |  |  |  |  |
|  |                              |  |  |  |  |  |  |  |  |  |  |  |  |  |  |  |
|  | Cunegunda de Polònia         |  |  |  |  |  |  |  |  |  |  |  |  |  |  |  |
|  |                              |  |  |  |  |  |  |  |  |  |  |  |  |  |  |  |
|  |                              |  |  |  |  |  |  |  |  |  |  |  |  |  |  |  |
|  | Anna de Schweidnitz          |  |  |  |  |  |  |  |  |  |  |  |  |  |  |  |
|  |                              |  |  |  |  |  |  |  |  |  |  |  |  |  |  |  |
|  |                              |  |  |  |  |  |  |  |  |  |  |  |  |  |  |  |
|  | Carles Martell d'Anjou       |  |  |  |  |  |  |  |  |  |  |  |  |  |  |  |
|  |                              |  |  |  |  |  |  |  |  |  |  |  |  |  |  |  |
|  |                              |  |  |  |  |  |  |  |  |  |  |  |  |  |  |  |
|  | Rei Carles I d'Hongria       |  |  |  |  |  |  |  |  |  |  |  |  |  |  |  |
|  |                              |  |  |  |  |  |  |  |  |  |  |  |  |  |  |  |
|  |                              |  |  |  |  |  |  |  |  |  |  |  |  |  |  |  |
|  | Caterina d'Hongria           |  |  |  |  |  |  |  |  |  |  |  |  |  |  |  |
|  |                              |  |  |  |  |  |  |  |  |  |  |  |  |  |  |  |
|  |                              |  |  |  |  |  |  |  |  |  |  |  |  |  |  |  |
|  | Maria de Bytom               |  |  |  |  |  |  |  |  |  |  |  |  |  |  |  |
|  |                              |  |  |  |  |  |  |  |  |  |  |  |  |  |  |  |
|  |                              |  |  |  |  |  |  |  |  |  |  |  |  |  |  |  |

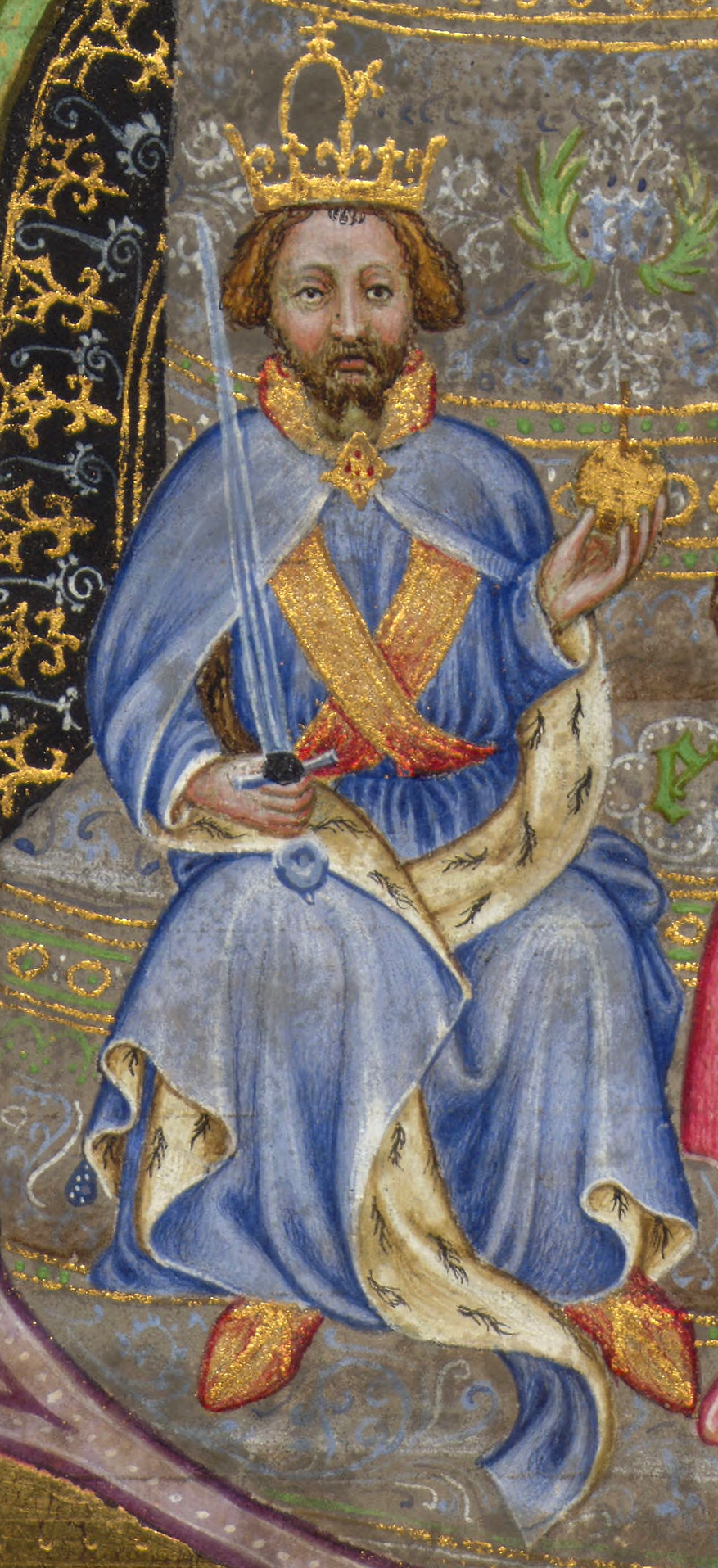
Representació de Venceslau a la seva Bíblia il·lustrada

Venceslau es va casar el 29 de setembre de 1370 amb Joanna de Baviera (v. 1362 – 1386), filla del duc Albert I de Baviera. Després de setze anys de matrimoni, Joana va morir amb sols vint-i-quatre anys.
El 2 de maig de 1389 Venceslau es va casar en segones núpcies amb Sofia de Baviera (1376-1425), cosina de la seva primera esposa.
No va tenir descendència amb cap de les dues.

## Biografia
Era el primer fill baró de Carles, i des del seu naixement es va centrar a assegurar l'elecció del Venceslau com a successor seu al capdavant de l'Imperi.

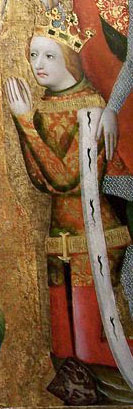
El jove Venceslau coronat Rei dels Romans

El 1373 va aconseguir que l'Electorat de Brandenburg fos concedit a Venceslau. Amb dos dels set vots assegurats (el de Venceslau com a elector de Brandenburg i ell mateix com elector de Bohèmia), el 1376 va aconseguir que els prínceps electors el nomenessin co-rei d'Alemanya.
A la mort del seu pare el 1378, Venceslau va rebre el tron hereditari de Bohèmia, i esdevingué rei d'Alemanya en solitari.
Durant el seu llarg regnat Venceslau no va poder afermar el seu poder ni a Alemanya ni a Bohèmia. Va ser incapaç d'impedir les contínues guerres entre les ciutats alemanyes i la noblesa, a causa del seu caràcter feble, com es demostrà a la dieta d'Eger (2 d'agost de 1389), en què es va acordar una pau general.
El 1389 va abandonar Alemanya i es va desplaçar a Praga per fer front a la creixent oposició de la noblesa bohèmia i de l'arquebisbe de Praga Jan z Jenštejna. A Bohèmia adquirí reputació de viciós i cruel, i es guanyà l'enemistat del poble. El 1393 la tortura i assassinat del vicari general de Praga, Joan Nepomucè, va originar una revolta que acabaria l'any següent en l'empresonament de Venceslau a mans dels nobles bohemis. Només la intervenció de Segimon d'Hongria, germà de Venceslau, va permetre una treva el 1396. En agraïment pels seus esforços Venceslau va reconèixer el seu germà com a hereu.
Els conflictes als que hagué de fer front a Bohèmia van motivar que l'absència de Venceslau del territori germànic durant més de deu anys, provocant gran descontentament a Alemanya que es posà de manifest a les dietes de Nuremberg (1397) i Frankfurt (1398). Finalment els prínceps electors li exigiren que es presentés davant seu per respondre a les acusacions que se li imputaven el juny de 1400. Venceslau no es va presentar, en part perquè les hostilitats a Bohèmia s'havien reprès, i els electors van acordar deposar-lo l'agost de 1400 pels càrrecs d'embriaguesa i incompetència. En el seu lloc va ser coronat l'elector palatí Robert, de la Casa de Wittelsbach.
Venceslau va continuar regnant Bohèmia, sense que la situació s'apaivagués. El 1402 va ser empresonat de nou en el curs d'una altra revolta, aquest cop amb el suport del seu germà Segimon. El mateix Segimon va actuar de governador de Bohèmia durant dinou mesos, fins que Venceslau fou alliberat el 1403.
La contínua conflictivitat va acabar portant Venceslau a cedir el govern a un consell de nobles i mantenir-se apartat dels afers del govern, cercant refugi en la beguda.
Va donar suport a Jan Hus i els seus seguidors enfront l'Església de Roma, però quan les seves idees van ser condemnades al concili de Constança (1415) va accedir a reprimir-los i no va fer res per evitar l'execució de Jan Hus el 6 de juliol del mateix any. Durant la resta del regnat de Venceslau a Bohèmia es gestarien les guerres hussites que esclatarien pocs anys després.
Venceslau va morir el 1419 d'un atac de cor mentre participava en una cacera als boscos que envoltaven el seu castell de Nový Hrádek. El va succeir el seu germà Segimon, que hagué de fer front a un regne immers en una crisi política i a les Guerres Hussites que es prolongaren durant dos dècades.